# 沈梅路駅
座標: 北緯31度5分36.9秒 東経121度34分33.77秒 / 北緯31.093583度 東経121.5760472度

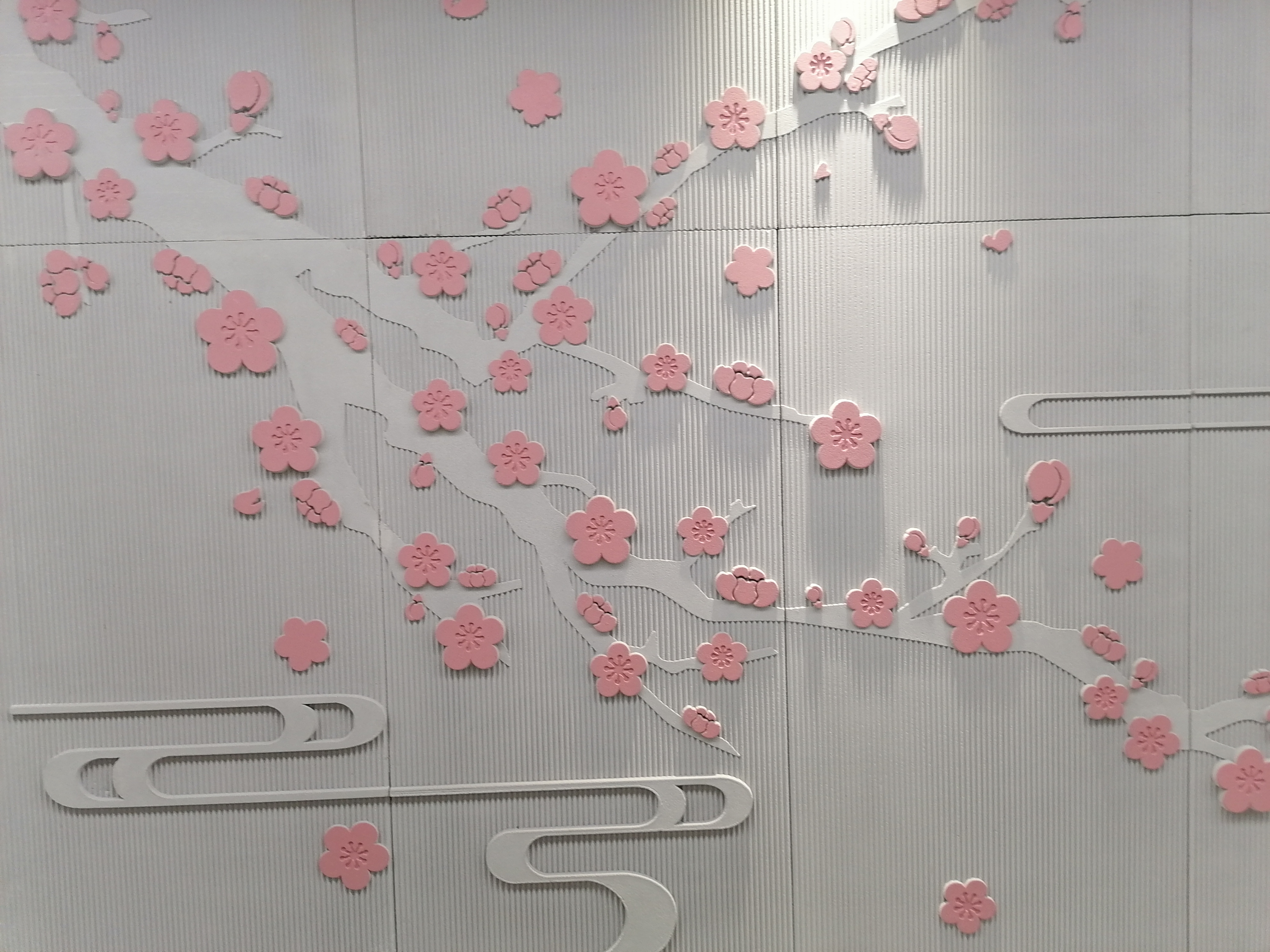
沈梅路駅の壁面装飾

沈梅路駅（しんばいろえき）は中華人民共和国上海市浦東新区周浦鎮、沈梅路と滬南公路の交差点にある上海軌道交通18号線の駅で、2020年12月26日に開通した。

## 駅構造
島式ホーム1面2線の地下駅で、出口は4箇所ある。

## 駅出口
- 1号出口 - 滬南公路、沈梅路
- 2号出口 - 康沈路
- 3号出口 - 滬南公路、建林路
- 4号出口 - 滬南公路、沈梅路

## 隣の駅
上海軌道交通
 18号線
繁栄路駅 - 沈梅路駅 - 鶴濤路駅